# 시마다 고지
시마다 고지(일본어: 島田 光二, 1936년 4월 12일 ~ )는 일본의 전 프로 야구 선수이자 야구 지도자, 야구 해설가·평론가이다. 미에현 욧카이치시 출신이며 현역 시절 포지션은 내야수였다.

## 인물
욧카이치 고등학교 시절인 1954년에 하계 고시엔 미에현 예선에서 승리했지만 고시엔 지역 대회 중의 하나인 ‘산기 대회’에서 모리 마사히코가 소속된 기후 고등학교에게서 패하여 고시엔 본선 진출에는 실패했다. 고교 동기이자 에이스로 활약한 다쓰미 하지무가 있다. 또 1년 아래인 다카하시 마사카쓰(이후 요미우리 자이언츠에 입단)는 이듬해 하계 고시엔 대회(제37회 전국 고등학교 야구 선수권 대회)에서 팀의 주전 투수로 활약하여 팀의 첫 우승을 이끌었다.
1955년 긴테쓰 펄스에 입단하여 1년째인 같은 해부터 1군에 출전했다. 내야의 준주전으로 활약했던 시기가 길었지만 1962년에 1루수 수비 자리를 차지하여 규정 타석(타율 0.278, 리그 18위)에 도달했다. 이후에도 내야 전반을 소화하는 유틸리티 플레이어로서 활약하여 통산 1029경기에 출전했다. 고다마 아키토시 등과 함께 긴테쓰 토박이 중심 선수이며 코치 겸임이 된 1967년에 현역에서 은퇴했다.
은퇴 후에는 긴테쓰에서 1군 코치(1968년 ~ 1969년), 2군 감독(1970년, 1986년 ~ 1987년), 1군 타격 코치(1971년, 1985년), 2군 코치(1972년), 2군 수석 코치(1973년), 2군 타격 코치(1984년), 편성 담당(1989년 ~ 1993년) 등을 맡았고 1973년 시즌 도중에 이와모토 다카시가 성적 부진으로 경질된 것에 의해서 감독 대행을 맡았다. 감독 대행 이전의 성적은 2할 대로 침체돼 있었지만 18경기에서 지휘하여 7승 1무 10패의 성적을 남겼다. 감독과 코치를 맡는 동안에 아사히 방송 야구 해설자(1978년 ~ 1983년, 1994년 ~ 1995년)를 지냈다.

## 상세 정보

### 출신 학교
- 미에 현립 욧카이치 고등학교

### 선수 경력
- 긴테쓰 펄스·긴테쓰 버펄로·긴테쓰 버펄로스(1955년 ~ 1967년)

### 개인 기록
- 통산 1000경기 출장 : 1966년 8월 18일(115번째)

### 등번호
- 53(1955년)
- 25(1956년 ~ 1961년)
- 6(1962년 ~ 1966년)
- 4(1967년)
- 65(1968년 ~ 1970년)
- 61(1971년 ~ 1974년, 1984년 ~ 1985년)
- 80(1986년 ~ 1988년)

### 연도별 타격 성적
| 연 도       | 소 속       | 경 기 | 타 석 | 타 수 | 득 점 | 안 타 | 2 루 타 | 3 루 타 | 홈 런 | 루 타 | 타 점 | 도 루 | 도 루 자 | 희 생 번 | 희 생 플 | 볼 넷 | 고 4 | 사 구 | 삼 진 | 병 살 타 | 타 율 | 출 루 율 | 장 타 율 | O P S |
| ----------- | ----------- | ----- | ----- | ----- | ----- | ----- | ------- | ------- | ----- | ----- | ----- | ----- | -------- | -------- | -------- | ----- | ---- | ----- | ----- | -------- | ----- | -------- | -------- | ----- |
| 1955년      | 긴테쓰      | 35    | 80    | 76    | 6     | 21    | 2       | 0       | 0     | 23    | 5     | 2     | 2        | 1        | 0        | 3     | 0    | 0     | 15    | 4        | .276  | .304     | .303     | .606  |
| 1956년      | 긴테쓰      | 75    | 166   | 140   | 12    | 38    | 4       | 0       | 1     | 45    | 14    | 3     | 4        | 13       | 0        | 13    | 0    | 0     | 31    | 2        | .271  | .333     | .321     | .655  |
| 1957년      | 긴테쓰      | 70    | 175   | 153   | 15    | 34    | 4       | 0       | 3     | 47    | 21    | 6     | 3        | 5        | 0        | 15    | 1    | 2     | 23    | 1        | .222  | .300     | .307     | .607  |
| 1958년      | 긴테쓰      | 105   | 282   | 256   | 21    | 56    | 6       | 3       | 1     | 71    | 17    | 6     | 5        | 7        | 1        | 17    | 0    | 1     | 40    | 7        | .219  | .270     | .277     | .547  |
| 1959년      | 긴테쓰      | 83    | 214   | 194   | 17    | 36    | 7       | 1       | 0     | 45    | 7     | 5     | 1        | 3        | 0        | 17    | 1    | 0     | 43    | 6        | .186  | .251     | .232     | .483  |
| 1960년      | 긴테쓰      | 88    | 253   | 230   | 22    | 66    | 15      | 1       | 2     | 89    | 21    | 7     | 3        | 3        | 0        | 18    | 0    | 1     | 36    | 3        | .287  | .341     | .387     | .728  |
| 1961년      | 긴테쓰      | 100   | 251   | 216   | 18    | 49    | 4       | 0       | 2     | 59    | 20    | 2     | 4        | 5        | 1        | 27    | 1    | 1     | 36    | 7        | .227  | .316     | .273     | .589  |
| 1962년      | 긴테쓰      | 118   | 452   | 406   | 42    | 113   | 18      | 3       | 10    | 167   | 53    | 3     | 1        | 10       | 4        | 30    | 0    | 1     | 45    | 10       | .278  | .330     | .411     | .741  |
| 1963년      | 긴테쓰      | 106   | 308   | 270   | 23    | 70    | 8       | 4       | 4     | 98    | 38    | 0     | 2        | 5        | 5        | 28    | 0    | 0     | 40    | 4        | .259  | .329     | .363     | .692  |
| 1964년      | 긴테쓰      | 105   | 335   | 284   | 37    | 69    | 16      | 0       | 6     | 103   | 24    | 2     | 1        | 8        | 2        | 39    | 0    | 2     | 42    | 3        | .243  | .338     | .363     | .701  |
| 1965년      | 긴테쓰      | 74    | 143   | 127   | 6     | 26    | 1       | 0       | 2     | 33    | 13    | 0     | 0        | 2        | 2        | 10    | 0    | 2     | 14    | 6        | .205  | .273     | .260     | .533  |
| 1966년      | 긴테쓰      | 64    | 89    | 86    | 2     | 14    | 5       | 0       | 1     | 22    | 9     | 1     | 0        | 0        | 0        | 3     | 0    | 0     | 19    | 1        | .163  | .191     | .256     | .447  |
| 1967년      | 긴테쓰      | 6     | 7     | 5     | 0     | 1     | 1       | 0       | 0     | 2     | 2     | 0     | 0        | 0        | 1        | 1     | 0    | 0     | 2     | 0        | .200  | .333     | .400     | .733  |
| 통산 : 13년 | 통산 : 13년 | 1029  | 2755  | 2443  | 221   | 593   | 91      | 12      | 32    | 804   | 244   | 37    | 26       | 62       | 16       | 221   | 3    | 10    | 386   | 54       | .243  | .308     | .329     | .637  |

### 감독 대행으로서의 통산 성적
| 연도   | 소속   | 경기 | 승리 | 패전 | 무승부 | 승률 |
| ------ | ------ | ---- | ---- | ---- | ------ | ---- |
| 1973년 | 긴테쓰 | 18   | 7    | 10   | 1      | .412 |
| 통산   | 통산   | 18   | 7    | 10   | 1      | .412 |